# Слобода Володимир Костянтинович
Володи́мир Костянти́нович Слобода (30 травня 1931 , Тифліс ) — інженер-конструктор.

## Біографія
Наролився 30 травня 1931 року в Тбілісі. Закінчив 1955 року Тбіліський інститут інженерів залізничного транспорту. З 1970 працює в майстерні Київського зонального науково-дослідного і проектного інституту типового і експериментального проектування громадських споруд.
Головний конструктор проекту, головний інженер в часі будівництва готельного комплексу «Градецький» — 1980; Чернігів.
Серед інших проектованих споруд:
- готель «Київ» −1973, Київ,
- санаторій «Карасан» (1983—1989, Алушта).

Відзначено Шевченківською премією 1984 року разом з Штольком, Грачовою,  Кабацьким, Ральченком, Любенком — за готельний комплекс «Градецький» у Чернігові.

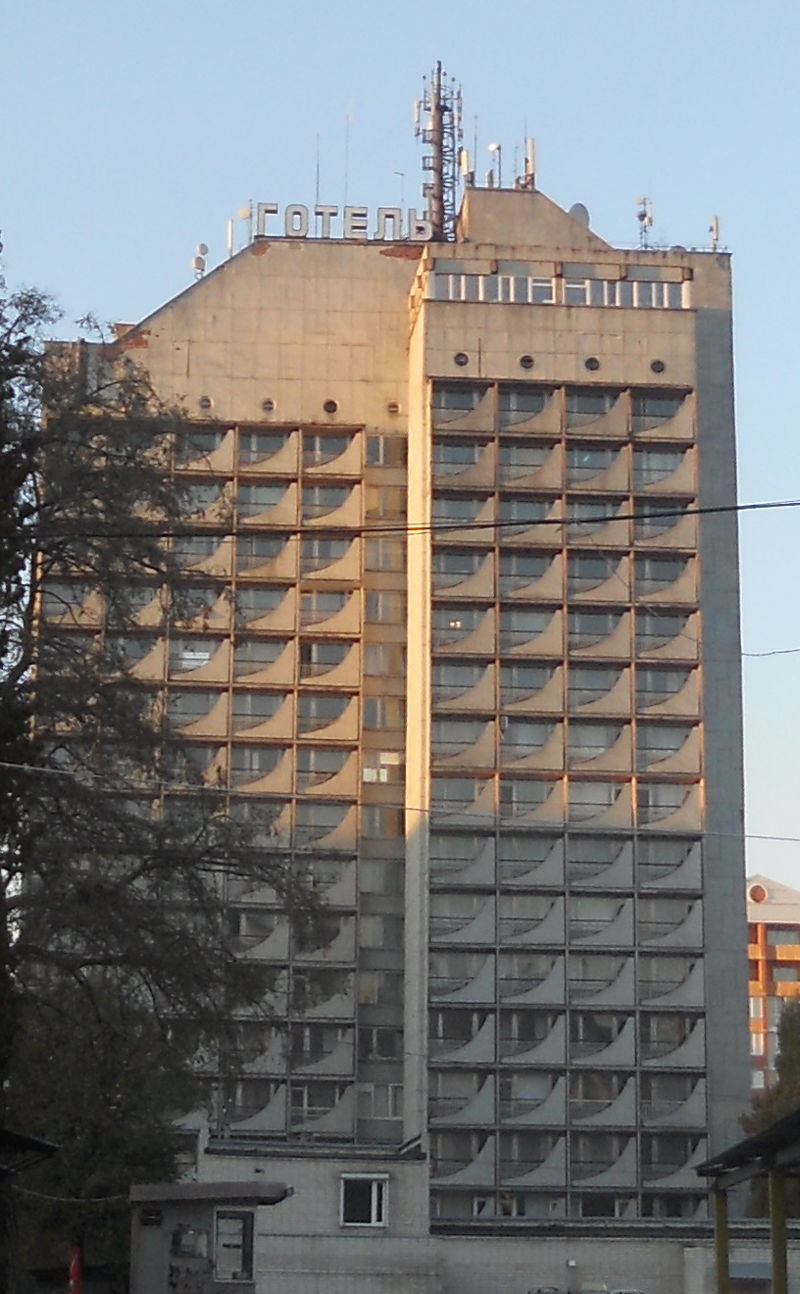
готель «Градецький»
Готель «Київ»